# Oldsmobile Light Eight
Der Oldsmobile Light Eight war ein PKW der Oberklasse der von 1916 bis 1923 von Oldsmobile, einer Marke von General Motors, gebaut wurde. In diesen Jahren war er stets das Spitzenmodell der Marke. Bemerkenswert war der frühe Einsatz des später für US-amerikanische Fahrzeuge so typischen V8-Motors. Später sollte Oldsmobile zu Reihenachtzylindermotoren zurückkehren.

## Modelle Jahr für Jahr

### Modelle 44, 45 und 45A (1916–1919)
1916 brachte Oldsmobile seinen ersten Achtzylinderwagen heraus. Das Modell 44 stand auf dem gleichen Fahrgestell wie das Vierzylindermodell 43, hatte aber einen für diese Zeit unüblichen V8-Motor mit 4031 cm³ Hubraum, der zunächst 40 bhp (29 kW) bei 2000 min−1 entwickelte. Wie das kleinere Modell war auch der Light Eight mit Lederkonuskupplung und Dreiganggetriebe mit Mittelschaltung ausgestattet. Die Räder waren mit Holzspeichen aus Hickoryholz versehen. Die beiden Hinterräder waren mechanisch gebremst.
Es gab vier verschiedene Aufbauten: Der 2-türige Roadster und der 4-türige Tourenwagen waren offen (ohne Seitenscheiben); als geschlossene Aufbauten gab es ein 2-türiges Cabriolet (mit Seitenscheiben) und eine 4-türige Limousine.
1917 stieg die Motorleistung des neuen Modells 45 auf 58 bhp (43 kW). Ansonsten blieb technisch und stilistisch alles beim Alten. 1918 lautete die Bezeichnung Modell 45A und es gab den Beinamen Pacemaker (dt.: Schrittmacher oder Tempomacher). Wiederum gab es keine technischen Änderungen. Neben dem 5-sitzigen Tourenwagen gab es nun auch ein 7-sitziges Modell. 1919 gab es die Wagen mit dem kurzen Radstand (3048 mm) nur noch als 2-türigen Roadster und 4-türigen Tourer mit fünf Sitzen. Den siebensitzigen Tourer gab es unter anderer Modellbezeichnung (s. u.).
Vom Achtzylindermodell mit kurzem Radstand entstanden in vier Jahren 35.203 Stück.

### Modelle 45B und 46 (1919–1922)
Das 1919 ebenfalls angebotene Modell 45B hieß ebenfalls Pacemaker und unterschied sich vom Modell 45A nur durch seinen um ca. 51 mm (2″) längeren Radstand. Es war in diesem Jahr ausschließlich als 4-türiger Tourer mit fünf oder sieben Sitzen erhältlich. 1920, nach Wegfall des kurzen Fahrgestells, gab es das Modell 45B als 4-5-sitzigen Tourer und als 4-türige Limousine. Anstatt Pacemaker lautete der Beiname nun Thorobred (Vollblüter).
1921 gab es keinerlei Änderungen. Trotzdem lautete die neue Bezeichnung Modell 46. Parallel dazu gab es wieder einen Achtzylinder mit kürzerem Chassis. Auch 1922 wurde das Modell 46 unverändert weitergebaut.
Vom Achtzylindermodell mit langem Radstand entstanden in vier Jahren 16.555 Exemplare.

### Modell 47 (1921–1923)
1921 ersetzte das neue Modell 47 das weggefallene Modell 45A mit kurzem Radstand. Im Unterschied zu den bisherigen Modellen kam ein neuer, kleinerer V8-Motor zum Einsatz, der aus 3818 cm³ Hubraum eine leicht erhöhte Leistung von 60 bhp (44 kW) zog.
Neben einem 4-türigen Tourer mit fünf Sitzplätzen und einer 4-türigen Limousine gab es auch noch ein 2-türiges Coupé mit drei Sitzplätzen.
Im Folgejahr wurde das Modell 47 nahezu unverändert weitergebaut; als weitere Aufbauten waren ein viersitziger Tourer und ein Roadster mit zwei Türen verfügbar. 1923 war das Modell mit langem Radstand weggefallen, während der 47 mit auf 54 bhp (40 kW) gedrosselter Motorleistung weitergebaut wurde. Dann entfiel auch dieses letzte Achtzylindermodell zugunsten des Sechszylinder-Einheitsmodells 30.
Vom Achtzylindermodell mit dem kleineren Motor entstanden in drei Jahren 7956 Exemplare.